# Bibliothèque municipale de Tampere
La bibliothèque municipale de Tampere (finnois : Tampereen kaupunginkirjasto) est un réseau de bibliothèques de proximité et de bibliothèques mobiles à Tampere en Finlande,.

## Présentation
La bibliothèque municipale de Tampere est un ensemble de 14 bibliothèques fixes et deux bibliothèques itinérantes.
Elle fait partie du réseau PIKI des bibliothèques de la région du Pirkanmaa.
Comme défini par le ministère de l'Éducation et de la Culture,  elle est a aussi pour mission le développement régional des bibliothèques publiques de la région de Pirkanmaa et de la Finlande centrale. 
Auparavant, elle fonctionnait sous le nom de bibliothèque provinciale de Pirkanmaa. 
Le système des bibliothèques provinciales a été aboli à la fin de 2017,,.
La bibliothèque de la ville compte près de deux cents employés. 
En 2017, 2,6 millions de visiteurs ont été accueillis pour près de 4,7 millions d'emprunts.

## Bibliothèques du réseau
| # | Centrale                  | Adresse                | Image | Réf. |
| - | ------------------------- | ---------------------- | ----- | ---- |
| A | Hervannan kirjasto        | Insinöörinkatu 38      |       |      |
| B | Härmälän kirjasto         | Nuolialantie 47        |       |      |
| C | Kaukajärven kirjasto      | Käätykatu 6            |       |      |
| D | Koilliskeskuksen kirjasto | Liikekatu 3            |       |      |
| E | Koivistonkylän kirjasto   | Lehvänkatu 9           |       |      |
| F | Koukkuniemen kirjasto     | Ahlgrenin puistokuja 2 |       |      |
| G | Kämmenniemen kirjasto     | Paavolantie 4          |       |      |
| H | Lielahden kirjasto        | Antti Possin kuja 1    |       |      |
| I | Messukylän kirjasto       | Hintsankatu 1          |       |      |
| J | Nekalan kirjasto          | Lounaantie 2           |       |      |
| K | Peltolammin kirjasto      | Säästäjänkatu 16       |       |      |
| L | Metso                     | Pirkankatu 2           |       |      |
| M | Sampolan kirjasto         | Sammonkatu 2           |       |      |
| M | Terälahden kirjasto       | Niemikyläntie 14       |       |      |
| O | Tesoman kirjasto          | Tesoman valtatie 36    |       |      |